# Mutter Erde

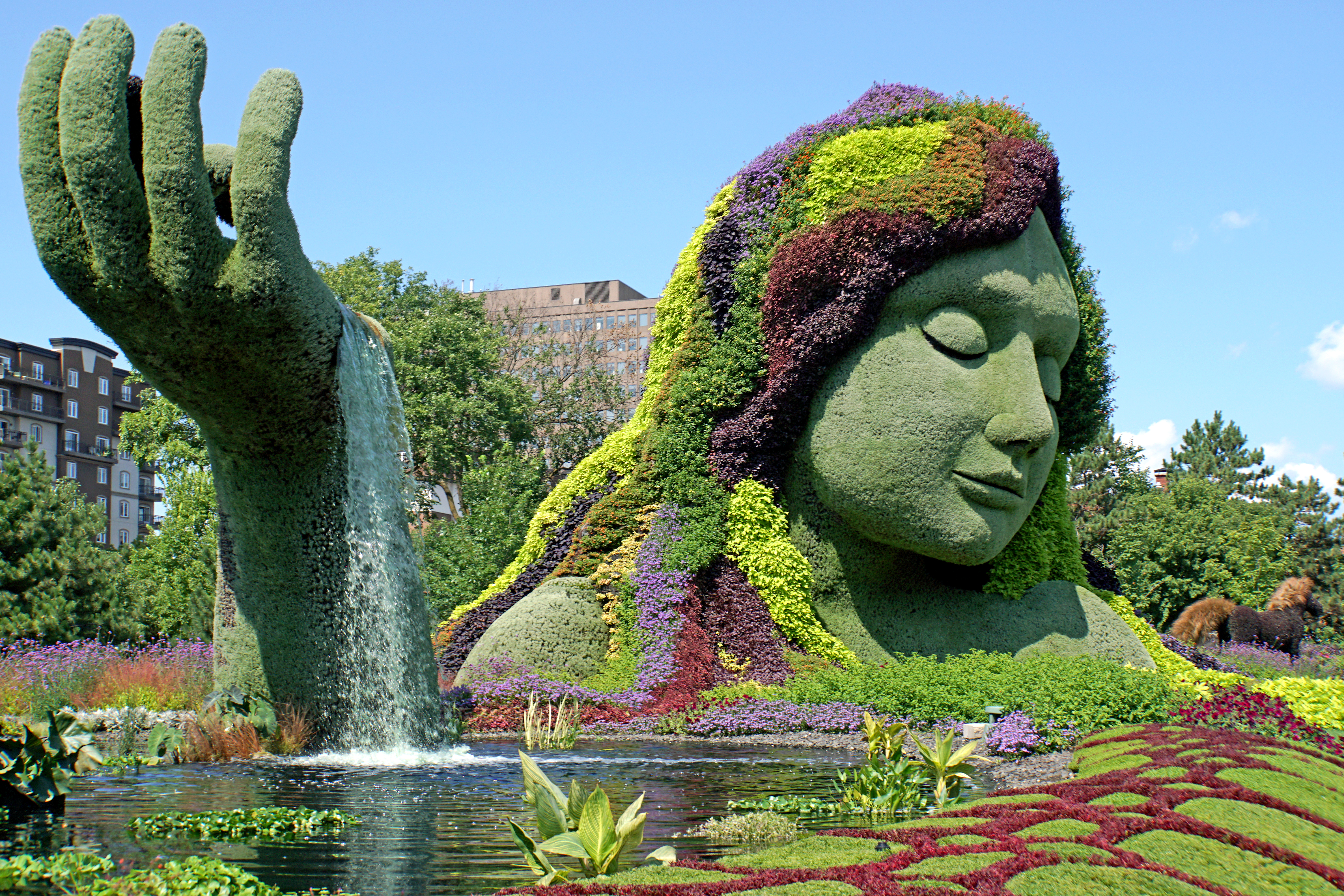
Gartenkünsterlische Interpretation der irokesischen Mutter Erde im Jacques Cartier Park in Gatineau, Quebec. Nach der Schöpfungsgeschichte der Haudenossaunee-Stämme entstand sie aus Resten der „Himmelsfrau“, die der Gute Geist in der Erde vergrub, damit die Lebewesen nie Hunger leiden müssen.

Mutter Erde bezeichnet im religiösen Sinn verschiedene Vorstellungen von der Erde (im Sinne von Umwelt, Land, Natur oder Planet) als einer heiligen Ganzheit mit diversen übersinnlich-transzendenten Attributen. In vielen Sprachen der Welt wird die Erde weiblich und der Himmel männlich aufgefasst. Daraus folgt allerdings nicht, dass es sich bei der Vorstellung der „Mutter Erde“ um eine religiöse Universalie handelt.
Der Begriff hat mehrfach einen Bedeutungswandel erfahren und wird auch heute noch in verschiedenen Lesarten verwendet, die sich nur aus dem jeweiligen Kontext erschließen:
1. Es gibt zahlreiche Bezeichnungen aus verschiedensten historischen Religionen, ethnischen Glaubensvorstellungen, der Volksreligiosität und der Naturphilosophie, die mit dem Begriff „Mutter Erde“ übersetzt werden können. Sie stehen alle für die Auffassung einer diffus personifizierten heiligen Erde (im Sinne von physischer Umwelt) als der animistisch beseelten Quelle allen Lebens, die von den Menschen mit ganz unterschiedlichen Ritualen und Bräuchen religiös-kultisch verehrt wurde.
2. Die erzwungene Auseinandersetzung mit der Landnahme der Euroamerikaner in Nordamerika führte bei den Indianern im 19. Jahrhundert zur Bildung des Ausdruckes Mutter Erde (Mother Earth) als strategisch wichtiger Sammelbegriff, um die verschiedensten Formen der spirituellen Naturverehrung, die in irgendeiner Weise einen Bezug zur Erde (im Sinne von Land und Lebensraum) hatten, unter einem Begriff zu vereinen. Strategisch deshalb, weil der Begriff in den meisten Fällen nur als plakative Metapher in der Kommunikation mit den Eindringlingen verwendet wurde und selbst keine religiöse Bedeutung hatte.
3. Für viele re-traditionelle nord- und südamerikanische Indianer der Gegenwart ist die im 19. Jahrhundert entstandene Mother-Earth-Philosophie (im Sinne einer gemeinsam indianischen, erdverbundenen Spiritualität) ein identitätsstiftender Begriff.
4. Die Umweltbewegung im letzten Drittel des 20. Jahrhunderts weitete den indianischen Sammelbegriff auch auf andere indigene Völker aus und machte die „irgendwie heilige“ Mutter Erde (im Sinne der gesamten Biosphäre) zu einem mystisch-romantisch verklärten Symbol für den nachhaltigen Umgang mit der Welt. Dies war ursprünglich profan, führte jedoch nachträglich zu neuen spirituellen Verknüpfungen.
5. Die Vordenker einiger esoterisch geprägter Bewegungen des Westens (insbesondere des Neopaganismus) platzierten die Auffassung einer pantheistisch gedachten Erdgottheit (zumeist im Sinne eines mit Geist ausgestatteten Planeten) als neureligiöse Personifizierung in ihre konstruierten Weltanschauungen.

Weltanschauungen, bei denen die Verehrung der Erde im Mittelpunkt steht, werden bisweilen als chthonisch bezeichnet. Dies gilt auch für moderne Theorien wie etwa die evolutionsbiologische Gaia-Hypothese.

## Abgrenzung zur „Erdmutter“ und „Muttergöttin“
Häufig werden die Bezeichnungen Erdmutter und Mutter Erde in ethnologischer oder religionswissenschaftlicher Literatur synonym verwendet. Einige Autoren differenzieren jedoch zwischen der Erdgöttin oder Muttergöttin im Sinne einer göttlichen Personifikation der Erde, der menschenähnliche Züge, Wille und Handlungsmacht zugesprochen wird, und der „Mutter Erde“ als einer pantheistisch beziehungsweise animistischen Auffassung im Sinne einer „mit Geist oder göttlicher Kraft ausgestatteten Erde“. Eine eindeutige Zuordnung zu beseelter Erde oder Erdgöttin ist jedoch in sehr vielen Fällen schwierig, da vielfach beide Aspekte eine Rolle spielen.

## Klassische Vorgabe: Die diffuse Personifizierung
Die elementarste religiöse Vorstellung, die in allen Religionen zu finden ist, beruht auf der universalen Annahme einer menschlichen Seele: Daraus folgt der Gedanke, dass alle anderen Wesen genauso beseelt sein müssten wie der Mensch. Die Ausweitung dieses Gedankens auf unbelebte Naturerscheinungen wie Felsen, Gewässer, Berge usw., die von rezenten Wildbeuterkulturen bekannt ist, wird als Animismus bezeichnet. So wie die Redewendung von der Mutter Natur ein Bild ist, das nahezu zwangsläufig der alltäglichen Lebenswirklichkeit entspringt, ist auch die Übertragung der Idee von der Beseeltheit aller Naturerscheinungen auf die gesamte Erde naheliegend. Die philosophische Auseinandersetzung mit dieser Idee führte zum weiteren Ausbau dieser Vorstellungen:
- Wird die Erde (oder synonym der gesamte Kosmos) als göttlicher „Urgrund“ der Welt, als „diffuses, göttliches Prinzip“ ohne menschliche (anthropomorphe) Eigenschaften gedacht, ist die Vorstellung pantheistisch.
- Wird eine Personifizierung mit dem Bild menschenähnlicher Eigenschaften (Gestalt und Verhalten) vorgenommen, entsteht die Idee einer separaten, „über der Erde stehenden“ Erdgöttin, die die Erde nur noch repräsentiert oder sie erschaffen hat.

So klar diese beiden Definitionen erscheinen mögen, so vielfältig (und oftmals widersprüchlich) ist die Spanne zwischen sakralen und profanen Mutter-Erde-Auffassungen, die eine klare Zuordnung häufig nicht zulassen.

### Prähistorische und historische Religionen
„Die Erde will ich besingen, die Allmutter, die fest begründete, die älteste aller Wesen. Sie nährt alle Geschöpfe, alle, die auf der göttlichen Erde gehen, alle, die in den Meeren sich regen und alle, die fliegen. Von ihrer Fülle leben sie alle. […] Sei gegrüßt, Mutter Erde, Gattin des gestirnten Himmels. Spende gütig zum Lohn für mein Lied herzerfreuende Nahrung. […]“

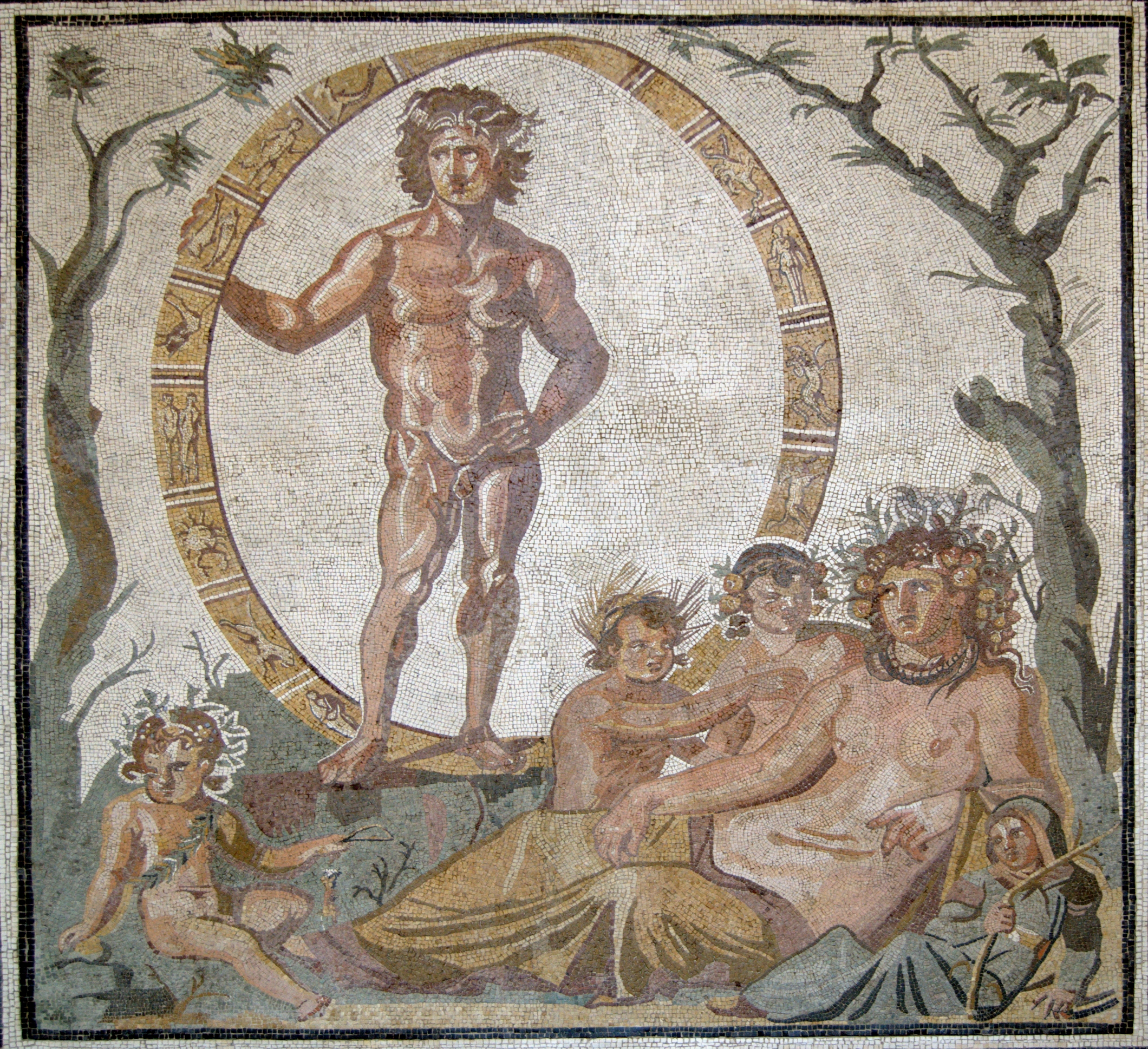
Gaia mit dem Ewigkeitsgott Aion und ihren vier Kindern, die die Jahreszeiten verkörpern, zwischen einem kahlen und einem grünen Baum. Römisches Mosaik, erste Hälfte des 3. Jahrhunderts

Dieser Auszug aus den Homerischen Hymnen beschreibt die in anderen Aufzeichnungen eher menschenähnlich (anthropomorph) dargestellte griechische Erdgöttin Gaia als „nicht-anthropomorphe“ Personifikation göttlicher Macht in Gestalt der sinnlich erfahrbaren Erde, wofür es aus der griechischen und römischen Antike noch einige Belege mehr gibt. Trotz der häufigen Menschengestalt der Erdmutter werden die griechisch-römischen Göttinnen Gaia/Tellus und Demeter (von γῆ μήτηρ, gễ mếtêr, „Mutter Erde“)/Ceres weiterhin auch als „die göttliche Erde selbst“ betrachtet, deren Leib das Leben hervorbringt, in den es nach dem Tod zurücksinkt.
Die Theorie, dass in späten Sammler- und frühen Feldbauernkulturen der Frühzeit eine liebevoll-ehrfürchtige Scheu des Menschen vor der Fruchtbarkeit der Erde bestand, die Religion und Kult maßgeblich bestimmten, ist unter den notwendigerweise oft auf Spekulation angewiesenen Erforschern der Religion im Paläolithikum weitgehend unbestritten. Allerdings ist nicht nachzuweisen, ob daraus die Verehrung einer Mutter Erde entsprang und welche Handlungsnormen damit verbunden waren.
In den historischen Religionen ist „Mutter Erde“ als weibliches Prinzip und „Vater Himmel“ als männliches Prinzip eine typische duale pantheistische Vorstellung: Das Paar gilt oft als Schöpfer der Welt. Insbesondere in der östlichen Orthodoxie wurde die Mutter Erde verehrt.

### Ethnische Religionen
„Altvater und Vater Uakan-Tanka, und Altmutter und Mutter Maka, die Erde. Denke an diese vier Verwandten, die in Wirklichkeit alle Einer sind, […] Uakan-Tanka […], der ewig fließt und Seine Macht und Sein Leben allem mitteilt.“

In zahlreichen traditionellen Religionen sogenannter Naturvölker – insbesondere bei Feldbauern – kommt bzw. kam die Verehrung einer als göttlich betrachteten Erde vor; sie war auch hier manchmal schwierig von Erdmutter-Göttinnen zu unterscheiden. Sie gilt hier als „fruchtbarkeitserhaltende weibliche Manifestation der spirituellen Energie“, oft als „Mutter Erde“ oder als „Großmutter Erde“ bezeichnet. Der Terminus „Erde“ umfasst dabei nicht nur den Erdboden, sondern ebenso die Gewässer, alle Lebewesen, die Luft und alle bekannten Naturphänomene inklusive aller ihnen innewohnenden Geistwesen.
Bei den Yoruba wird die Erdmutter Ajala auch als Schöpferin der Menschenköpfe betrachtet, aber nicht als Gottheit verehrt. Sie verkörpert eher das Prinzip der kosmischen Harmonie.
Aufgrund der populären panindianischen Mother-Earth-Philosophie wird der Begriff zumeist mit den nordamerikanischen Indianern in Verbindung gebracht. Gerade in Nordamerika war die Vorstellung einer beseelten irdischen Einheit jedoch ursprünglich äußerst selten. Erst die Konfrontation mit der euroamerikanischen Kultur hat diesbezüglich zu einem Begriffswandel geführt, wie weiter unten noch ausführlich dargestellt wird (→ Der identitätsstiftende Begriff)

#### Nordamerika: Vor der europäischen Landnahme
Vor der europäischen Expansion gab es die klassische Mutter-Erde-Anbetung mit großer Wahrscheinlichkeit bei einigen bodenbebauenden Stämmen (wenn auch nicht in prominenter Rolle) wie den Irokesen und Yuchi, den Pawnee (Tirawahat, „das Universum und alles darin“) und den früher feldbautreibenden Absarokee (Awaisahké, „Mutter Erdboden“).
Unter Jägern und Sammlern, die häufiger Wälder und Tiere verehrten, findet sich die Vorstellung von Mutter Erde nur sehr selten oder sie spielen keine zentrale Rolle. Das gilt für die Cheyenne, die früher Ackerbau betrieben, bevor sie nomadisch lebten. Für sie verkörperten die Erde das weiblich-materielle Prinzip, der Himmel das männlich-geistige Prinzip. Eine ähnliche Auffassung hatten die benachbarten Lakota, die ebenfalls zum Teil bis ins 18. Jahrhundert Ackerbauern waren (siehe Zitat von Black Elk). In der Mythologie der Okanagan aus dem Nordwesten ist die Erde die Vorfahrin aller Menschen. Sie war zuerst die menschengestaltige Urmutter, aus der der Gott „Old-One“ die gesamte Erde schuf, deren Körperteile dabei zu den Teilen der Erde wurde, auf denen nunmehr die Menschen leben.

#### Mittel- und Südamerika

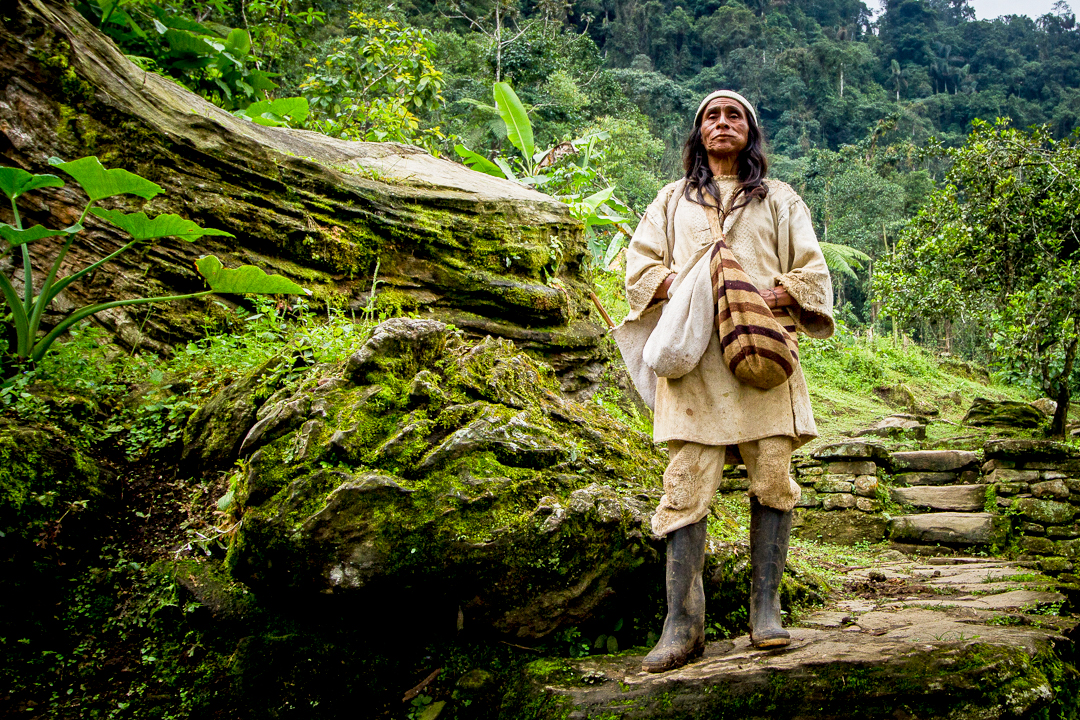
Medizinmann des Kogi-Volkes aus Kolumbien, deren Religion auf dem Glauben an „Aluna“, die spirituelle „mütterliche“ Kraft der Erde gründet.

Von den Kariben kommt die Vorstellung vom Erdbeben als Tanz der Mutter Erde, der zudem die Aufforderung für die Menschen war, selbst zu tanzen.
Im Andenraum ist das Konzept der pantheistisch vergöttlichten Mutter Erde „Pachamama“ ein autochthones (dort entstandenes) Phänomen. Das heute geläufige Bild von Pachamama als einer kleinen, hutzeligen alten Frau entstand erst durch den Einfluss der westlichen Welt. Davor war Pacha ein geschlechtsloses Prinzip für das universale kosmische Gefüge der Welt. Die Erweiterung Mama ist im Verlauf der europäischen Kolonisierung durch die Verknüpfung des Prinzips mit der christlichen Marienverehrung entstanden.
Grundsätzlich glauben die indigenen Andenbewohner Ecuadors, Boliviens und Perus vielfach noch heute daran, dass sie behutsam mit der Erde umzugehen haben, um sie milde und gnädig zu stimmen. Dafür wird „ihr“ mit einem Dankesfest geopfert, um ihr neue Kraft zu geben. Das Blut von Opfertieren wird ihr gegeben, um ihre Fürsorge für den Tierbestand zu würdigen und Fruchtbarkeit in der Zukunft zu erfahren. Besprengungen sollen verhindern, dass die Saatphase durch unheilvolle Einflüsse aus dem Boden und Erdinneren beeinflusst wird. Auch sollen Regenrituale helfen, die Trockenperiode zu vertreiben. Eng mit dem Glauben an Pachamama hängt das Lebensprinzip des Ayni zusammen, das aus der Überzeugung des Zusammenhangs aller Energien und Lebewesen die Praxis der wechselseitigen Unterstützung ableitet. Die Forderung nach Reziprozität impliziert, dass alles, was man von der Erde oder anderen Menschen empfangen hat, zurückgegeben werden soll, und verhindert eine Monopolisierung von Ressourcen.
Der Glaube an Pachamama spiegelt – zusammenfassend gesagt – die tiefgründige Verwurzelung der indigenen Anden-Bevölkerung mit dem Land und ihre Abhängigkeit von den Naturgewalten wider. In der Verehrung von Pachamama äußern die Menschen die Ehrfurcht vor der Schöpfung und dem Leben.
Eine modernisierte Form initiierte der bolivianische Präsident (→ Evo Morales „Internationaler Tag der Mutter Erde“). In Bolivien wie in Ecuador hat Pachamama im Sinne eines Lebens im Einklang mit der Natur (→ Sumak kawsay, „gutes Leben“) sogar Verfassungsrang; allerdings gestaltet sich die Umsetzung nicht nur in der Privatwirtschaft, sondern auch im Genossenschaftssektor schwierig.

#### Nord- und Zentraleurasien
Im sogenannten Kulturareal Sibirien – das von Lappland bis ans Ochotskische Meer reicht – lebten früher ausschließlich nomadische Rentierhüter sowie Wildbeuter. Obwohl die Erde als religiöses Symbol der Bodenfruchtbarkeit dort keine Rolle spielte, ist die Vorstellung einer heiligen Mutter Erde bei einigen Völkern belegt, so bei den Chanten und Mansen in Form der mongolischen (nicht-anthropomorphen) Mutter Erde Gazar Eje, der alttürkischen Erdgöttin Yer Tanrı und des Prinzips des achtsamen Umgangs mit lebenden Pflanzen bei einigen anderen Turkvölkern Nordasiens. Auch bei den nordeuropäischen Sámi ist die lebensspendende Muttergöttin bekannt, allerdings mit nachrangiger Bedeutung. Insgesamt spielen in Nord- und Zentraleurasien Tier- und Jagdgottheiten eine wichtigere Rolle (z. B. die alttürkische Toprak Ana oder die mongolische Gazar Eçe, welche etwa der Diana entsprechen).

#### Süd- und Südostasien

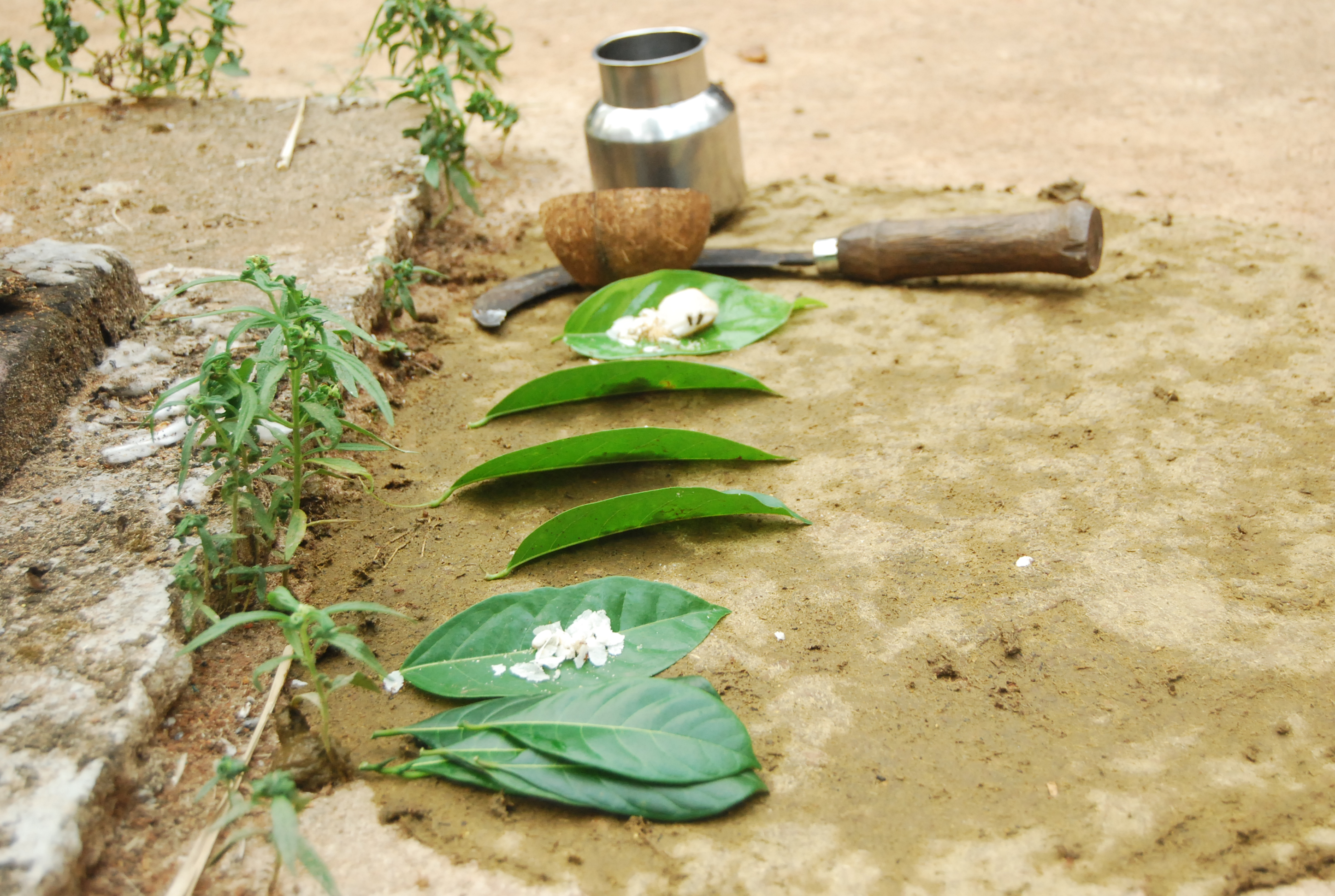
Ritualgegenstände für das Fest zu Ehren der Mutter Erde bei den Tulu-Adivasi in Südwest-Indien

In Indien wird mit Shakti die weibliche Urkraft des Universums bezeichnet. Die unzähligen indischen Göttinnen werden als anthropomorphe Formen dieser Kraft angesehen. In der indischen Volksreligiosität und einigen Stammesreligionen der Adivasi werden jedoch auch diffuse Vorstellungen einer heiligen Erde damit verbunden, die als Mutter verehrt wird und die auf die vor-hinduistische Zeit zurückgehen.
Bei den Stammesreligionen Indonesiens existieren zahlreiche Vorstellungen von Erdgöttinnen, die immer zusammen mit einem Himmelsgott die „Urstammeltern“ der Welt bilden. In den meisten Fällen werden sie als menschenähnliche Personifizierungen gedacht. Von den Ngada von der indonesischen Insel Flores ist jedoch auch eine ältere Form der Anbetung bekannt, bei der Déva und Nitu nicht nur als Himmels- und Erdgottheit gesehen werden, sondern auch als „sichtbarer Himmel“ und „wirkliche Erde“.

#### Australien
In Zentralaustralien glaubten die Menschen früher, dass die Seele eines Kindes aus einem bestimmten Erdloch an einem heiligen Stein steige, wenn eine junge Frau daran vorbeiging.

### Volksfrömmigkeit und Naturphilosophie
„Dir gelten meine Tränen, meine feuchte Mutter Erde, feuchte Erde, die Du mich nährst und tränkst, mich Schuft, Sünder,
Unverständigen! Denn im Gehen haben meine Beine Dich getreten. Und ich habe Sonnenblumenkeime ausgespuckt.“

In der Volksfrömmigkeit der christlichen Länder – besonders deutlich in den slawischen Ländern – findet man das göttliche Prinzip einer Mutter Erde als offenbar sehr altes Motiv. Bei den Armeniern etwa – dem ältesten christlichen Volk der Welt – nennt man die Erde immer noch „den Mutterstoff, aus dem der Mensch geboren wird“.
Gerade religiöse Bräuche gelten in der Religionsforschung als besonders langlebig, so dass sie oftmals Rückschlüsse auf Vorstellungen zulassen, die vor dem Einfluss jüngerer Religionen herrschten. Albrecht Dieterich untersuchte zu Anfang des 20. Jahrhunderts weltweit vorhandene Erdmutter-Bräuche und entdeckte dabei zahlreiche mit einer direkten Verehrung der Erde als göttlichem Wesen zusammenhängende Rituale auch in Europa; so etwa das Niederlegen eines Neugeborenen auf den nackten Erdboden, dokumentiert von der Zeit der Römer bis in die Neuzeit; die Opfergaben an die Erde bei Geburten in Litauen; das Niederlegen von Sterbenden auf die Erde in einigen deutschen Gebieten (und in Indien). Für ihn wurden hier die Wurzeln religiösen Denkens sichtbar.
Auf dem vorchristlichen Glauben gründend existierte in der europäischen Naturphilosophie bis ins 19. Jahrhundert die Vorstellung zweier, sich ergänzender (dichotomer) Grundprinzipien: hier das mütterliche Naturprinzip im Sinne einer formbaren, geschichtslosen und unbewussten Materie; da das väterliche Geistprinzip im Sinne des formenden, entwickelnden und bewussten Gestalters.

### Balten und Slawen
Bei den historischen Balten gab es die Vorstellung der Erdgöttin Žemyna, die in Opposition zum Sonnengott Jarilo stand, dessen Strahlen sie aus dem Schlaf weckten und der sie begattete; in der altslawischen Mythologie finden sich die Erdmutter Mokosch und der Himmelsvater Svarog in ähnlicher Weise. Diese alten Götter waren Symbole für noch ältere animistische oder pantheistische Vorstellungen. Während die Götter dem Christentum weichen mussten, blieben die elementaren Verehrungsformen bis in die jüngste Zeit erhalten: So ist die Erde bei den Slawen Mat'-Syra Zemlja oder kurz Mat’ Zemlja – die „feuchte Mutter Erde“. Ihr Leib sind die Steine, ihre Knochen die Wurzeln, ihre Adern die Bäume und Kräuter und ihr Haar die Gräser. Auch unter christlichem Einfluss bildete sich erneut eine zunehmende „Vermenschlichung“, die mit der Mutter Gottes in Zusammenhang steht. Als Grundlage blieben jedoch sehr konkrete Bräuche bestehen, wie etwa die Beschwichtigungsformeln beim Ernten von Heilkräutern oder der Brauch, sich mit Erde die Hände von Sünden zu reinigen, die sich in der Volksfrömmigkeit der Altgläubigen Russlands zum Teil bis heute erhalten haben.

## Indianer: Der strategische Sammelbegriff

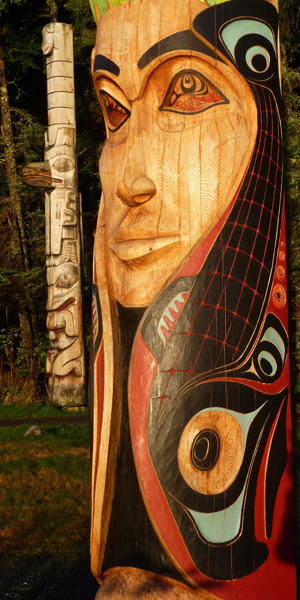
Die untere Figur des „Holding Hands Centennial“-Totempfahls im Sitka National Historical Park, die von Donnie Varnell, einem Haida-Schnitzer gefertigt wurde. Flankiert von männlichen und weiblichen Lachsen repräsentiert sie Mutter Erde, die er als panindianisches Symbol mit der Haida-Mythologie verknüpft hat. Varnell ist berühmt dafür, dass er Bilder im Anime- oder Comic-Stil in seinen Totempfählen verarbeitet.

„Die Erde ist meine Mutter, und an ihrem Busen will ich ruhen.“

Dieses Zitat geht vermutlich auf den Einfluss von Häuptling Tecumsehs Bruder Tenskwatawa zurück, der als kultureller Erneuerer auftrat und „die Anbetung der Erde“ von seinen Anhängern forderte. Es ist das älteste bekannte Zitat von einer „indianischen“ Mutter-Erde-Idee. Die populäre Mother-Earth-Philosophie der nordamerikanischen Ureinwohner ist erst durch die Auseinandersetzung mit den „Weißen“ entstanden: Die sehr unterschiedlichen animistischen Vorstellungen richteten sich fast immer auf konkrete Teile der Natur und nicht auf ihre Gesamtheit. Die Ausweitung auf die ganze Erde entsprang der Ohnmacht gegen das Unrecht der Landnahme und wurde in diesem Zusammenhang als plakative und emotionale Metapher in der Kommunikation mit den Eroberern eingesetzt.
Der amerikanische Religionswissenschaftler Sam Gill wies 1987 in seinem Buch Mother Earth nach, dass der Begriff erst durch die Konfrontation mit den Europäern und ihrer so augenscheinlich „erdverändernden“ Lebensweise als gemeinindianischer Gedanke entstand. Bei den Lakota (und vielen anderen nordamerikanischen Stämmen) galt die Erde als nicht besitzbar und daher auch unverkäuflich, da sie die Quelle aller Ressourcen ist. Diese grundlegende Einstellung auf den Begriff „Mutter Erde“ zu reduzieren ist nachvollziehbar.
Dass „Mother Earth“ im Laufe der Zeit zur zentralen Figur der nordamerikanischen Indigenen heranreifte, ist nicht zu leugnen, wirft jedoch die Frage auf, ob es sich dabei anfangs um ein religiöses Symbol handelte oder „nur“ um eine strategische Ausdrucksweise in der Kommunikation mit den Eroberern.
Die Bedeutung übernatürlicher weiblicher Wesen und die Stellung der Frau war in Nordamerika sehr unterschiedlich, wenngleich die Verehrung der Mutterschaft hier überall vorhanden ist und die Übertragung auf die Erde als alter indianischer Archetypus angesehen werden kann. Dennoch gab es vielfältige Unterschiede bezüglich dieser Verehrung (biologische Tatsache, soziale Bedeutung, ideologische Deutung, religiös-rituelle Einbindung oder metaphysische Übertragung).
Wie der österreichische Ethnologe Christian Feest belegt, hatte die Heiligkeit des Landes – symbolisiert durch „Mutter Erde“ – von Anfang an politische und religiöse Aspekte. Der Begriff entstand aus der Not heraus gewissermaßen als kleinster gemeinsamer Nenner der religiösen Vielfalt Nordamerikas. Er subsumierte die verschiedensten spirituellen Bezüge zur Erde, zum Land oder zu unterschiedlichen Naturerscheinungen – so nebensächlich sie zum Teil waren – unter diesem Sammelbegriff. So entstand erstmals ein gemeinsames Motiv, das es der Vielzahl unterschiedlicher Stämme erlaubte, mit einer Stimme gegenüber den Eindringlingen aufzutreten.

## Indianer: Der identitätsstiftende Begriff

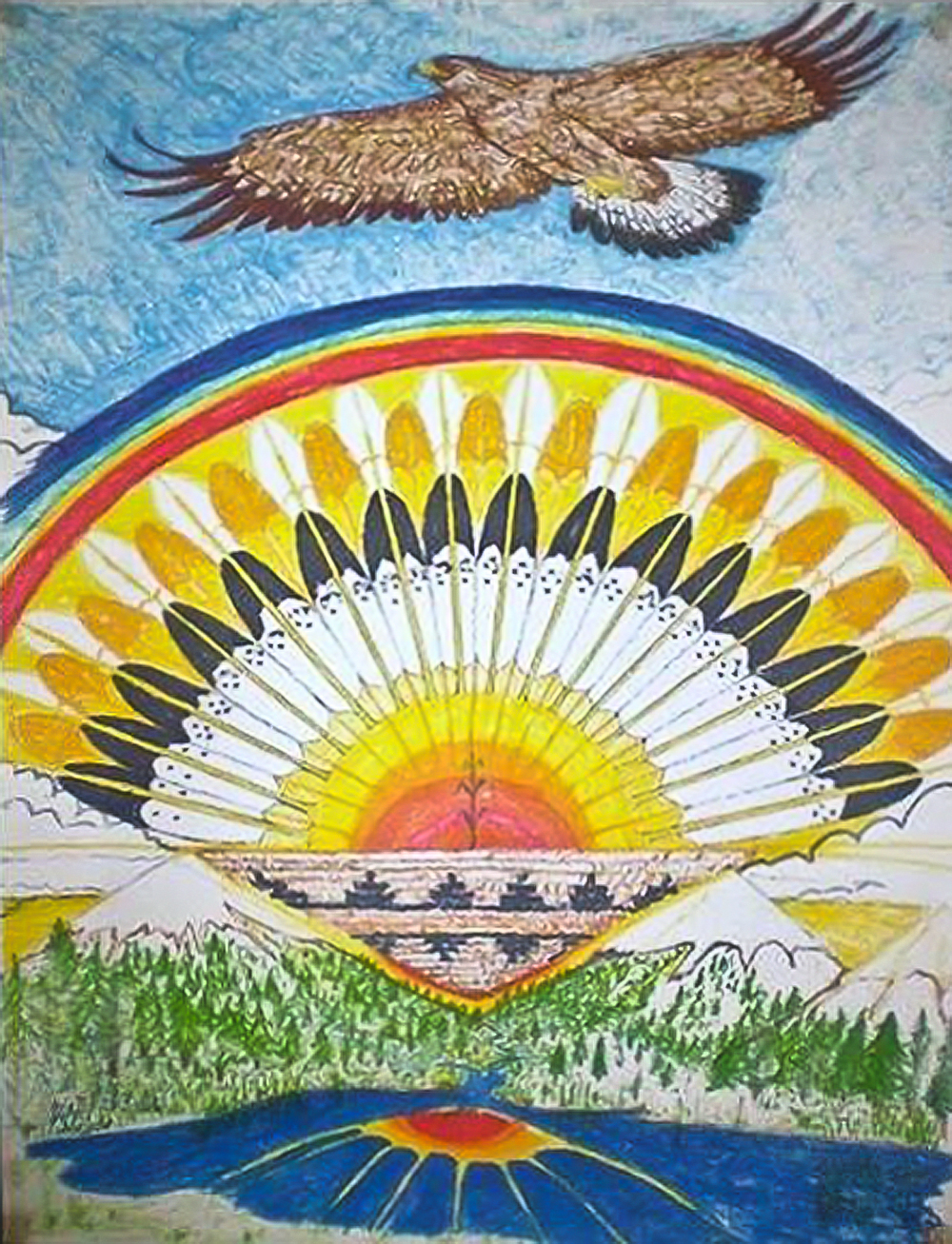
Zeichnung des Navajo Wayne Wilson: Das Bild zeigt eine Vision, die der Künstler bei einer Hozhooji-Zeremonie hatte. Diese traditionelle Zeremonie dient dazu, das Gleichgewichts der gesamten lebenden Schöpfung innerhalb von Nihima Nahasdzaa (Mutter Erde) und Yadilhil Nihitaa (Vater Himmel) zu erhalten.

„[Anerkennung gebührt] allen starken dominanten Großmüttern aller Stämme, die den Geist der Mutter Erde nicht sterben ließen und es nicht versäumten, es immer wieder in unsere Ohren zu flüstern, als wir klein waren.“

Der drastische und zum Teil erzwungene Kulturwandel (siehe etwa: Residential School) führte bei den amerikanischen Ureinwohnern spätestens gegen Ende des 19. Jahrhunderts zu einem raschen Verlust des traditionellen Wissens, zu einem Verfall oder zumindest einer erheblichen Fragmentierung und Verfremdung der ursprünglichen Religionen und zur kulturellen Entwurzelung. Bis zum Ende des Zweiten Weltkriegs machten viele Indianer, die in die Städte zogen oder im Krieg gedient hatten, vermehrt die Erfahrung, dass sie von der Mehrheitsgesellschaft nicht differenziert als Mitglieder verschiedener Stämme wahrgenommen wurden, sondern nur als „die Indianer“. Dies führte zu einem gemeinindianischen Solidaritätsgefühl, das sich nach der Rückkehr dieser Menschen in die Reservationen auch dort zu etablieren begann und die Grundlage für die Bildung eines (zusätzlichen!) stammesübergreifenden Identitätsgefühles führte, das als Panindianismus (→ auch Panbewegungen) bezeichnet wird. Die „Mother-Earth-Philosophie“ spielt dabei eine zentrale Rolle.
Die Sioux-Autoren Ohiyesa (Anfang 20. Jahrhundert) und Vine Deloria jr. (1970er Jahre) machten den strategischen Begriff mit ihren Schriften zu einem heiligen Symbol. Zudem erhoben der englische Ethnologe Edward Tylor, der Amerikaner Hartley Burr Alexander und der Schwede Åke Hultkrantz die Mutter-Erde-Idee irrtümlich zum universalen, nordamerikanischen Konzept und trugen damit erheblich dazu bei, diese Vorstellung unter vielen Indigenen Nordamerikas als scheinbar traditionelle Überlieferung zu etablieren. Heute wird sie jedoch in aller Regel von ihren Anhängern als echte Tradition verteidigt (siehe auch: Indigenisierung). Die seit den 1970er Jahren bestehende Umweltbewegung förderte diese Entwicklung, indem sie die Indianer pauschal zu „Hütern der Mutter Erde“ hochstilisierte.

## Umweltbewegung: Das mystisch-romantisch verklärte Symbol

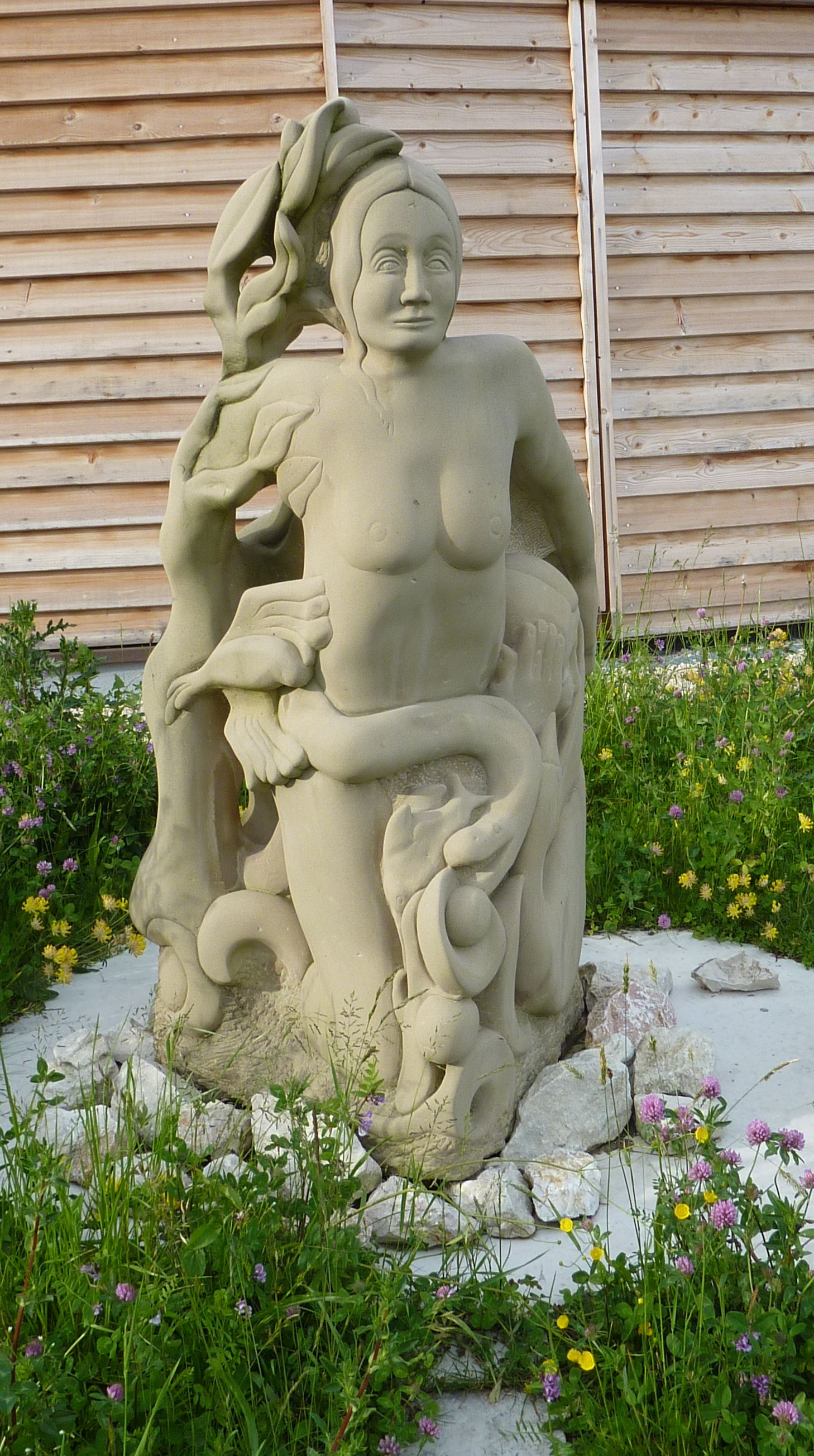
Skulptur „Mutter Erde“ vor dem Naturschutzzentrum Schopfloch

„Mutter Erde ist ein lebendiges und dynamisches System, zusammengesetzt aus der unsichtbaren Gemeinschaft aller Lebenssysteme und Lebewesen, untereinander verbunden, unabhängig und sich ergänzend, eine Schicksalsgemeinschaft bildend. Mutter Erde gilt in der Weltanschauung der Nation und der einheimischen, indigenen, kleinbäuerischen Völker als heilig.“

Große Popularität hat nach wie vor die fiktive oder zumindest drastisch manipulierte Rede des Häuptlings Seattle von 1855, mit der das indianisch-spirituelle Mutter-Erde-Konzept mit den Themen der Umweltbewegung verknüpft wird. Sie wurde unter anderem vom WWF weltweit verbreitet. „Der“ Indianer wird hier zum ökologischen Vorbild im Sinne eines edlen Wilden erhoben und Mutter Erde wird dabei zum mystisch-romantisch verklärten Stereotyp.
Der Gedanke einer mütterlichen Erde ist jedoch nicht nur ein Motiv für den Naturschutz, denn auch menschliche Mütter werden häufig zwar geachtet, müssen ihre Leistungen aber immer auf Verlangen ihrer Kinder und ohne Gegenleistung erbringen. Dieser Anspruch gilt durchaus auch bei chthonischen (erdverbundenen) Kulturen. So hieß es etwa im alten Kleinasien, „dass die Erdgöttin Kybele immer wieder aufs Neue vergewaltigt werden muss, um sie zur Fruchtbarkeit zu zwingen.“ Auch das Denken bodenbebauender Ethnien mit Erdmutter-Vorstellungen war in erster Linie anthropozentrisch und nicht ökozentrisch, denn die Sicherung des eigenen Überlebens steht naturgemäß bei allen Lebewesen an erster Stelle. So dienten alle Kulte in Verbindung mit der Erde zuerst dem Wohl des Menschen und nicht einem uneigennützigen Schutz der Umwelt „an sich“.
Die These von den „öko-spirituell denkenden Indigenen“ führt immer wieder zu Kontroversen.
- Die Gegner der These argumentieren mit Handlungen indigener Völker, die zu erheblichen Beeinträchtigungen eines Ökosystems führen können, wie das Abbrennen von Grasland oder die Brandrodung sowie die Ausrottung von Tieren, wie etwa des Laufvogels Moa durch die Maori oder des Bodenfaultieres durch die ersten Kariben. Auch die „Klippen-Treibjagd“ auf Herdentiere – bei der das Wild in Panik versetzt und auf den Rand einer Klippe zugetrieben wurde – wird gern angeführt. Vormoderne Völker hätten zudem keine rational begründeten, nachhaltigen Naturschutzkonzepte gekannt, sondern lediglich Mechanismen, die dem Menschen dienten.
- Die Befürworter halten dem entgegen, dass es viele Beispiele gäbe, in denen die angeblich irrationalen mythologisch-religiös begründeten Schutzstrategien naturnahe Zustände wesentlich länger bewahrt hätten als alle modernen Konzepte. Sie folgern, dass die direkt erfahrbare Abhängigkeit vom Land und seinen Ressourcen lebensbestimmend war und sich von daher zwangsläufig in Weltanschauungen widerspiegeln musste, die eine Balance zwischen Mensch und Umwelt suchten. Überdies gäbe es eine Reihe moderner Umweltschutzprojekte, bei denen indigene Stämme eine wichtige Rolle spielen.

Wenngleich der Begriff Mutter Erde in der Umweltbewegung vorwiegend als mystisch-verklärte Metapher benutzt wird und keine direkte religiöse Symbolik hat, gibt es auch Bestrebungen, die an eine spirituelle Bedeutung anknüpfen. Das bekannteste Beispiel ist die Mutter-Erde-Rhetorik der bolivianischen Regierung unter ihrem indigenen Präsidenten Evo Morales:
Nach der gescheiterten UN-Klimakonferenz in Kopenhagen 2009 lud Morales am Internationalen Tag der Mutter Erde (der bis dahin Tag der Erde hieß) zu einer alternativen Weltkonferenz der Völker über den Klimawandel und die Rechte von Mutter Erde ein. Daraufhin wurde er von der Generalversammlung der Vereinten Nationen zum „World Hero of Mother Earth“ ernannt. Die Konferenz mit weit mehr als 30.000 Teilnehmern aus mehr als 140 Ländern fand vom 20. bis 22. April 2010 in Cochabamba (Bolivien) statt. In 17 Arbeitsgruppen wurde ein zehnseitiges „Abkommen der Völker“ erarbeitet, in dem es unter anderem heißt: „Wir schlagen den Völkern der Welt die Rückgewinnung, Wiederaufwertung und Stärkung der überlieferten Kenntnisse, Weisheiten und Praktiken der indigenen Völker vor, die sich in der Lebensweise und dem Modell des ‚Vivir Bien‘ (Guten Lebens) bestätigt finden, indem die Mutter Erde als ein lebendiges Wesen anerkannt wird, zu dem wir in einer unteilbaren, wechselseitigen, sich gegenseitig ergänzenden und spirituellen Beziehung stehen.“ Im Anschluss an die Konferenz erließ Morales für Bolivien das „Gesetz der Rechte der Mutter Erde“ (Gesetz Nº 071 der Republik Bolivien, 2010 – s. Zitat). Die religiöse Bedeutung wird in beiden Dokumenten deutlich. Mit dem Beschluss über einen Weltklimavertrag vom 12. Dezember 2015 bei der Klimakonferenz in Paris findet der Begriff Mutter Erde Eingang in die Präambel eines international verbindlichen Dokumentes.
Im Rahmen der Revitalisierung wirkt das Mutter-Erde-Bild der Umweltbewegung zum Teil auf neo-traditionelle Indigene (deren ursprüngliche Lebensweise nicht mehr existiert) zurück: Manch einer findet seine neue religiöse Identität nunmehr im Stereotyp vom naturverbundenen „Kind der Mutter Erde“. Solche Vorstellungen sind allerdings „aus dem Zusammenhang gerissen“, denn sie dienen nicht mehr der Welterklärung, erfüllen nicht mehr die religiösen Bedürfnisse einer intakten ethnischen Gemeinschaft und spiegeln nicht mehr die Lebenswirklichkeit wieder, wie dies in früheren Zeiten der Fall war; Mutter Erde wird hier zu einer „weitgehend sinnreduzierten religiösen Idee“.

## Esoterik: Die neureligiöse Personifizierung

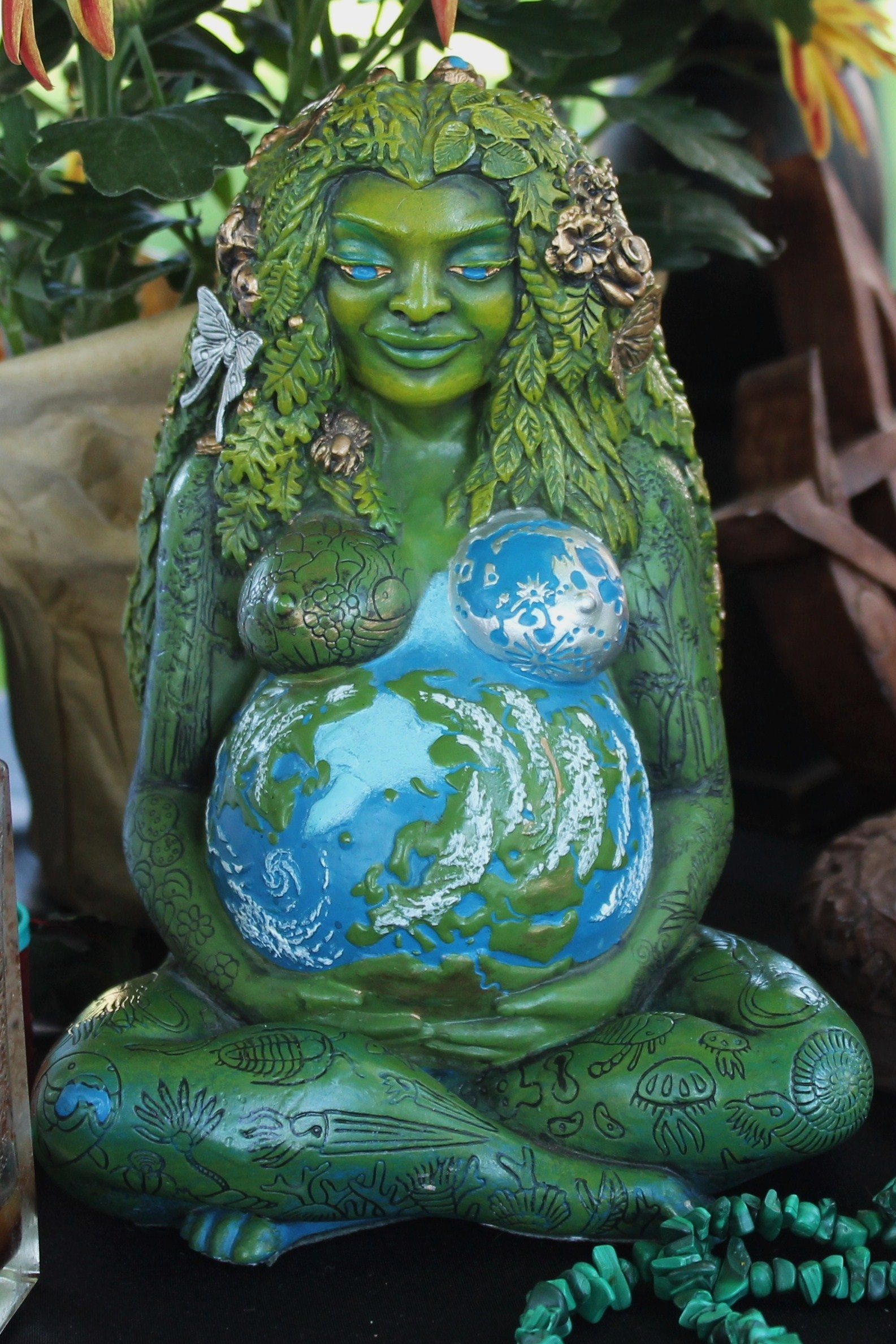
Neuheidnischer Altar mit Mutter-Erde-Figurine

„Wir müssen uns […] bewusst werden, dass Mutter Erde (oder Gaia) selbst ein hochentwickelter, den Planeten beseelender Geist ist. Sie erwartet nun ungeduldig ihren langersehnten Aufstieg in die Fünfte Dimension. […] Jedoch muss sie, bevor sie aufsteigen kann, ihren planetaren Körper von all der Verschmutzung der Vergangenheit, der Zerstörung und den Abfällen, die die Menschen auf ihrer Oberfläche angesammelt haben, reinigen. […]“

Während indigene Völker mit dem Sinnbild „Mutter Erde“ ursprünglich jeweils ihre ureigenen Vorstellungen verbanden, legten Angehörige der westlichen Kultur neue Bedeutungen hinein, die so vorher nicht vorhanden waren: entweder die Idee von einem (angeblich) radikalen Biozentrismus (wie es von der Umweltbewegung und ihren Kritikern verwendet wird) oder aber als „schillerndes“, neu entworfenes spirituell-esoterisches Konzept.
Gern verwendet wird die pantheistische Vorstellung von einer heiligen, beseelten Erde – häufig Gaia genannt – im New Age und anderen paganen Neureligionen (etwa im Neoschamanismus). Sie spielt hier eine besonders wichtige Rolle als Quelle jeder göttlichen Kraft. Der Mensch ist dabei nur ein Wesen unter vielen in der allseits belebten, vergöttlichten Natur. Politisch werden diese Strömungen als ökologisch-national tituliert.
Da ein Teil der modernen Esoterikszene ein Markt mit konkurrierenden Anbietern ist, die die steigende Nachfrage nach Sinnsuche bedienen, muss sich das auch in den unterschiedlichen Lehren niederschlagen: Die „Ware“ soll schnell verfügbar und leicht verständlich sowie auf die Bedürfnisse der Nutzer zugeschnitten sein. Dies hat zu einer großen Anzahl von Strömungen geführt, bei denen Elemente der unterschiedlichsten Religionen (häufig solche, von denen die größte „mystische Faszination“ zu erwarten ist) aus ihrem historischen und soziologischen Zusammenhang gerissen wurden, um sie dann zu neuen Lehren zu verbinden. Bei diesem oberflächlichen und unreflektierten „Patchwork-Verfahren“ ist es nicht verwunderlich, dass Fehlinterpretationen seriöser Theorien (siehe etwa: Gaia-Hypothese, Morphisches Feld), populäre Bestseller-Theorien mit hoch spekulativem Inhalt (siehe etwa: Michael Harner, Carlos Castaneda, Ufoglaube), aber auch Fälschungen übernommen werden.

### Mutter Erde im Urchristentum?
Im Zusammenhang mit der Mutter-Erde-Thematik wurden die „Übersetzungen“ der Schriftrollen der Essener durch den ungarischen Philosophen Edmond Bordeaux Székely kontrovers diskutiert, der zu dem angeblich vom Vatikan geheimgehaltenen „Friedensevangelium der Essener“ Zugang bekam und es „hauptsächlich durch Inspiration zu rekonstruieren versuchte.“ In diesen Texten, die zu den Schriftrollen vom Toten Meer gehören sollen und damit der antiken jüdischen Religion und dem Urchristentum zuzuordnen wären, steht nach Székely beispielsweise: „Die Mutter Erde ist in dir und du bist in ihr. Sie gebar dich, sie gibt dir das Leben. Sie war es, die dir deinen Körper gab, und Ihr wirst du ihn eines Tages zurückgeben. Glücklich wirst du sein, wenn du Sie kennenlernst und das Reich ihrer Pracht.“ Oder „[…] die Kraft deiner Mutter Erde steht über allem. Sie bestimmt das Schicksal aller menschlichen Körper und aller lebendigen Wesen. Das Blut, das in uns fließt, stammt aus dem Blut unserer Mutter Erde.“ Die Erdenmutter wird hier in einem Atemzug mit dem himmlischen Vater genannt. Zur Echtheit dieser Übersetzung fragt sich Dieter Potzel (Herausgeber der Online-Zeitschrift Der Theologe), ob ihr tatsächlich ältere Quellen zugrunde liegen. Nach Patrick Diemling handelt es sich hier um eine in der Neuzeit entstandene Neuoffenbarung, die nicht legitim ist. Er schreibt: „Trotz der Imitation biblischer Sprache lassen sich für den Wissenschaftler kontextuelle Einflüsse ohne Schwierigkeiten aus diesen Texten herauslesen. Aus Unwissen betrachten hingegen erstaunlich viele Laien Neo-Apokryphen wie das Friedensevangelium der Essener als authentische Zeugen der urchristlichen Überlieferung.“